# Oxytropis sericea
Oxytropis sericea är en ärtväxtart som beskrevs av John Torrey och Asa Gray. Oxytropis sericea ingår i släktet klovedlar, och familjen ärtväxter.

## Underarter
Arten delas in i följande underarter:
- O. s. sericea
- O. s. spicata

## Bildgalleri

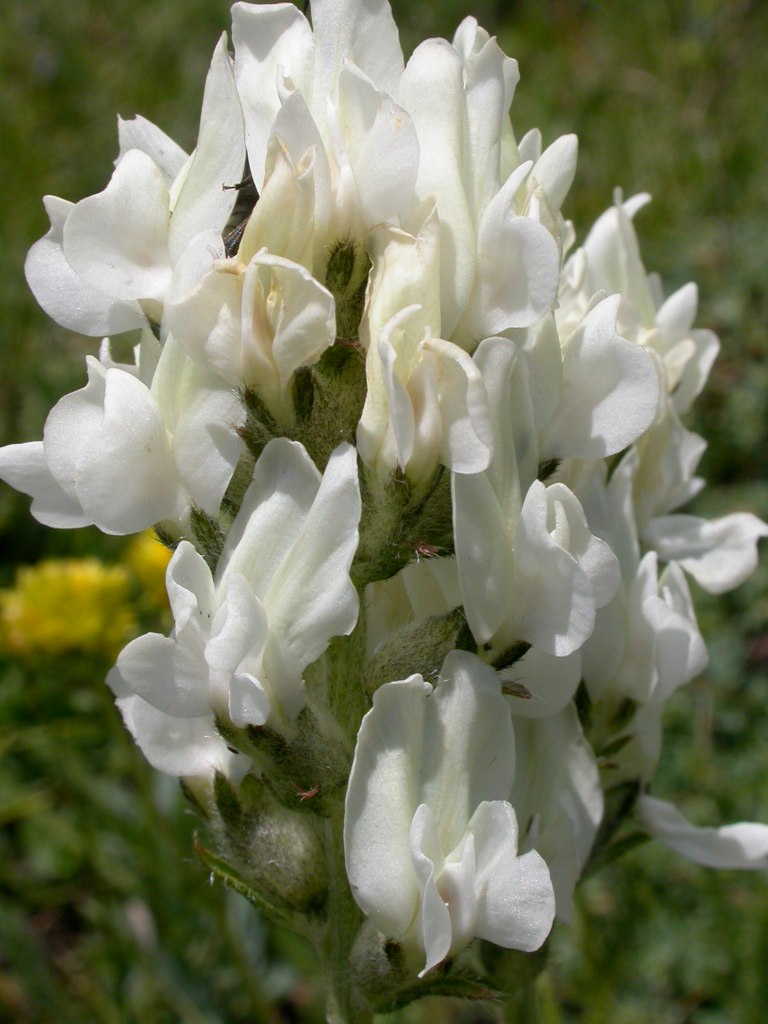
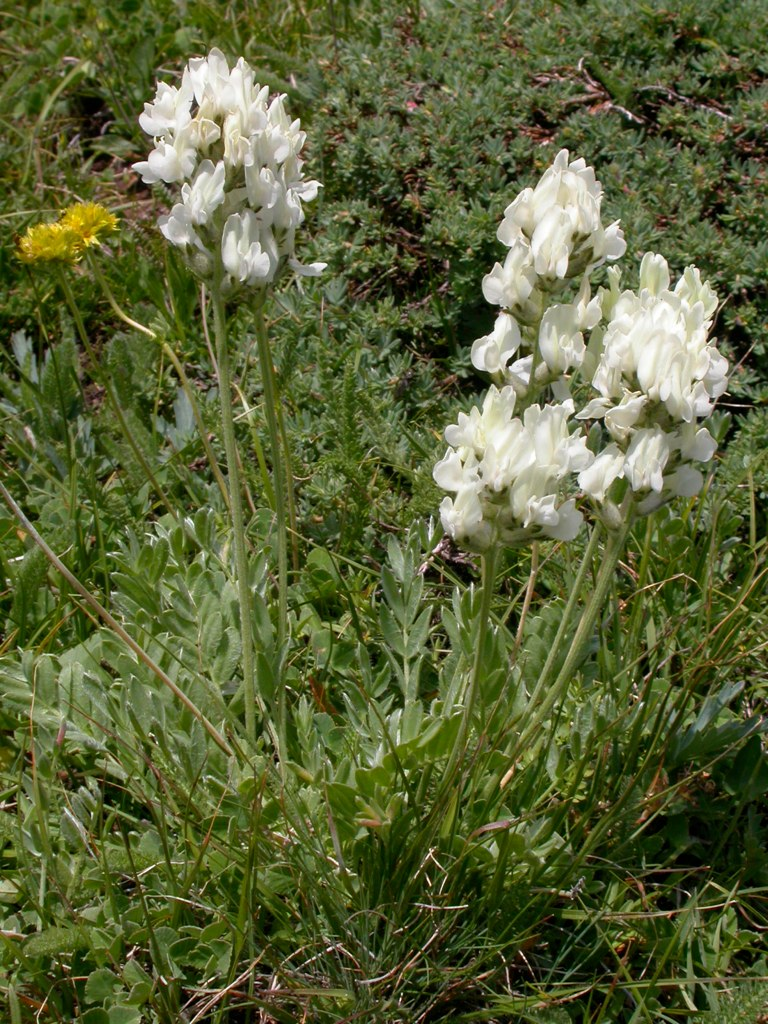
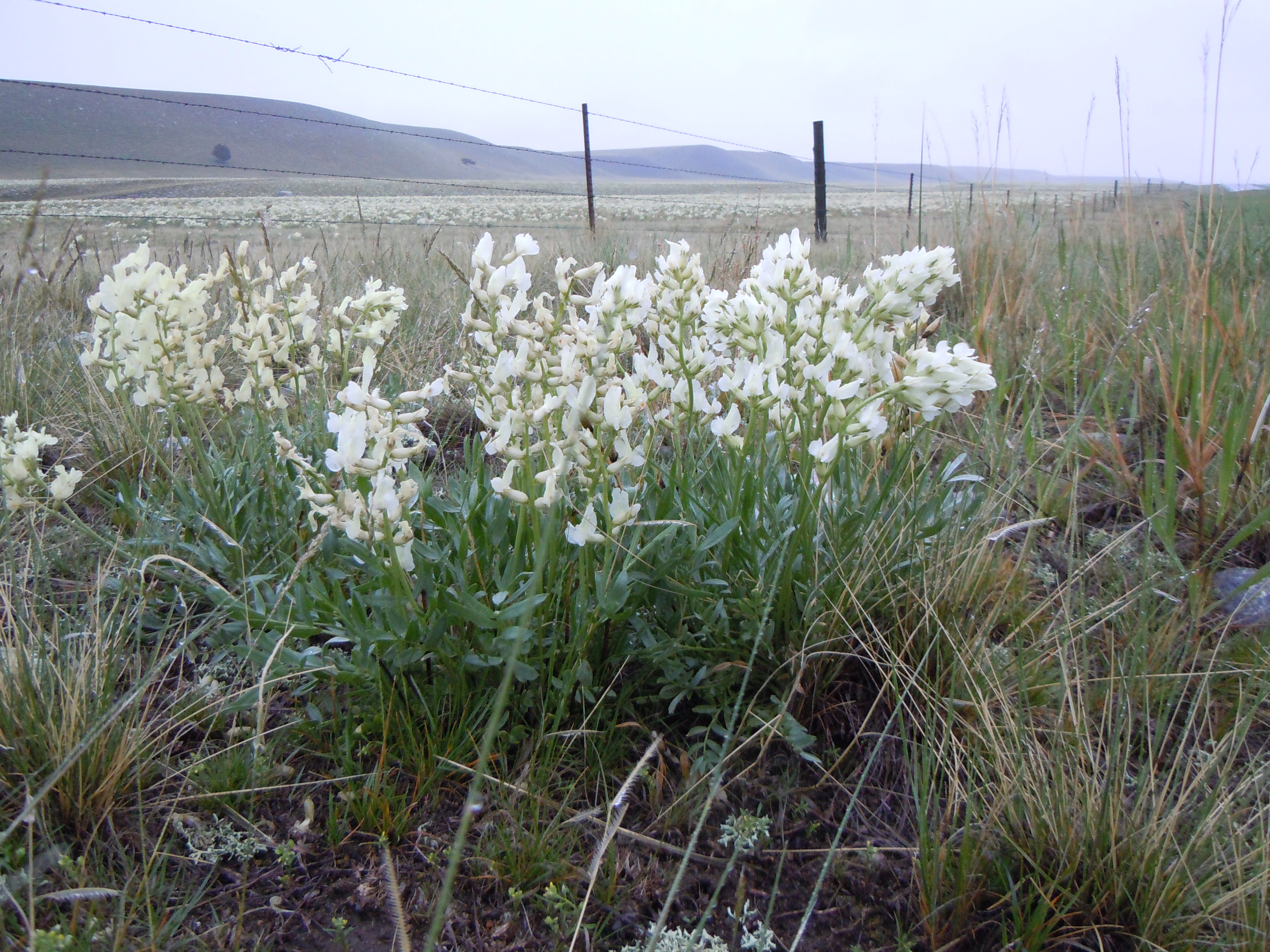
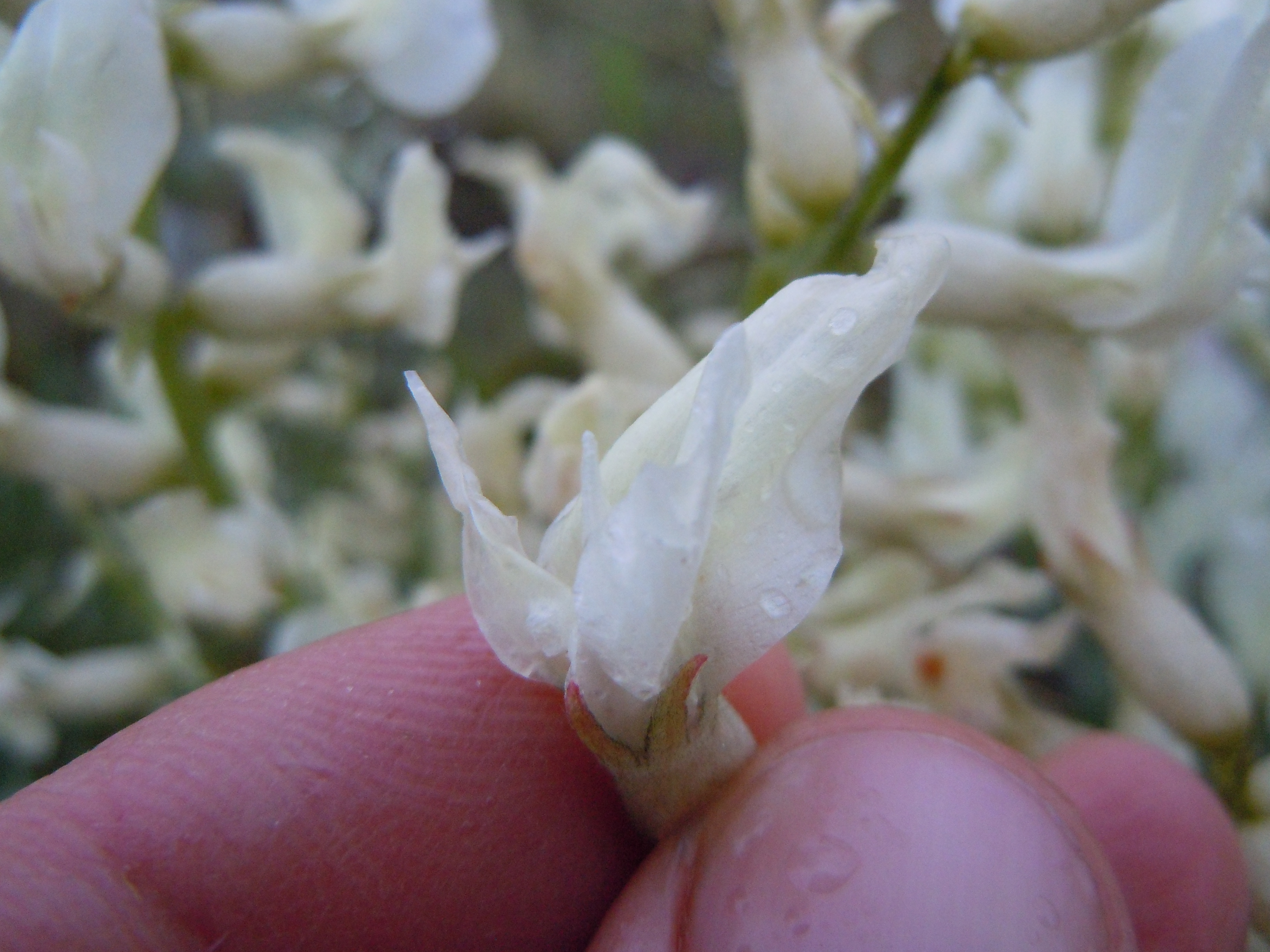